# Stenandrium undulatum
Stenandrium undulatum är en akantusväxtart som beskrevs av Ignatz Urban och Ekman. Stenandrium undulatum ingår i släktet Stenandrium och familjen akantusväxter. Inga underarter finns listade i Catalogue of Life.